# Goga (okręg Prahova)
Goga – wieś w Rumunii, w okręgu Prahova, w gminie Râfov. W 2011 roku liczyła 452 mieszkańców.